# Christian Vanderhaeghe
Christian Vanderhaeghe, né le 13 août 1943 à Bruxelles (province de Brabant), est un éditeur et scénariste de bande dessinée belge francophone.

## Biographie
Christian Vanderhaeghe naît le 13 août 1943 à Bruxelles.
Après ses humanités gréco-latines, il entreprend des études de droit pour s'orienter vers l'immobilier et les assurances, en créant un cabinet de courtage qu'il dirige depuis. De ses lectures de Tintin, Spirou ou encore Bob Morane, il lui reste la passion du dessin et de l'aventure.
En 1983, Vanderhaeghe est cofondateur des Éditions Blake et Mortimer, il a l'occasion de fréquenter les maîtres que sont Edgar Pierre Jacobs et Jacques Martin. Il crée ensuite les éditions Ligne Claire, spécialisées en sérigraphies et en lithographies et les Éditions Art & BD qui réaliseront l'adaptation en bande dessinée de romans policiers d'Harry Dickson — le célèbre roi des détectives —, imaginé, avant-guerre, par l’écrivain maître du fantastique Jean Ray sous le pseudonyme John Flanders pour une fameuse collection de romans populaires, il fait encore vibrer aujourd’hui de nombreux lecteurs nostalgiques.
Christian Vanderhaeghe, auteur, rencontre Pascal Zanon, dessinateur adepte de la ligne claire, dont le potentiel et la personnalité le fascine immédiatement. Ils associent leurs talents pour redonner vie au détective américain, proche cousin de Sherlock Holmes et la série de bande dessinée Harry Dickson voit le jour en 1985.
Le premier volume faisant l'objet d'une prépublication dans la deuxième série de Charlie Mensuel en 1985,.
Les récits scénarisés par Christian Vanderhaeghe sont publiés en albums par Art et B.D. dans la collection « Harry Dickson » diffusés par Dargaud (9 albums, 1986-2014), Pascal Zanon souffre de diabète et est menacé de cécité, Philippe Chapelle sollicité par Christian Vanderhaeghe, l'aide à terminer le tome 9 intitulé Les Gardiens du gouffre et lui succède sur l'album suivant Les Gardiens du diable, paru en avril 2015. Cette aventure qui entraîne Harry Dickson et Tom Wills au centre de la terre vers la cité perdue d’Akakor bénéficie d'un tirage de 26 000 exemplaires dans son édition normale et ainsi que d’un tirage de tête de 330 exemplaires.
En 2016, Renaud reprend la série pour trois albums à la suite de Pascal Zanon et de Philippe Chapelle . Christian Vanderhaeghe lui écrit d'abord le scénario de l'opus Le Messager des dieux et le vol de l'Agneau mystique en 2016. La 12e enquête d’Harry Dickson publiée en 2017, entraîne le célèbre détective et son adjoint Tom Wills à Miami, sur les traces du témoin d’une mystérieuse tuerie, commise à Cuba un mois auparavant. En 2018, il écrit L’Or de Malacca.
En outre, il scénarise pour le dessinateur Bruno Di Sano Way of road by Jean Verheyen un album de bande dessinée publicitaire publié conjointement par Jean Verheyen et les éditions Ligne Claire en 2006.
Il avoue apprécier en musique tout autant Elvis Presley que Pascal Obispo et en littérature Alexandre Dumas que Tom Clancy.

## Publications

### Albums de bande dessinée
Harry Dickson
- 1. La Bande de l'araignée[13], Art & B.D., coll. « Harry Dickson », Bruxelles, 1986
Scénario : Christian Vanderhaege - Dessin : Pascal J. Zanon - Couleurs : Michel Dubois -  (ISBN 2-87151-001-6)
- 2. Les Spectres bourreaux[14], Art & B.D., coll. « Harry Dickson », Bruxelles, 1988
Scénario : Christian Vanderhaege - Dessin : Pascal J. Zanon - Couleurs : Véronique Grobet, Éric Terroir -  (ISBN 2-87151-005-9),Lettrage : Dominique De Cooman - Décors : Linh Vo.
- 3. Les 3 Cercles de l'épouvante, Art & B.D., coll. « Harry Dickson », Bruxelles, septembre 1990
Scénario : Christian Vanderhaege - Dessin : Pascal J. Zanon - Couleurs : Caméléon -  (ISBN 2-87151-006-7)
- 4. Le Royaume introuvable, Art & B.D., coll. « Harry Dickson », Bruxelles, mai 1994
Scénario : Christian Vanderhaege - Dessin : Pascal J. Zanon - Couleurs : quadrichromie -  (ISBN 2-87151-010-5),Lettrage : Dominique De Cooman.
- 5. L'Étrange lueur verte, Art & B.D., coll. « Harry Dickson », Bruxelles, janvier 1997
Scénario : Christian Vanderhaege - Dessin : Pascal J. Zanon - Couleurs : Françoise Gabriel -  (ISBN 2-87151-040-7)
- 6. La Conspiration fantastique[15],[16], Art & B.D., coll. « Harry Dickson », Bruxelles, juin 1999
Scénario : Christian Vanderhaege - Dessin : Pascal J. Zanon - Couleurs : Françoise Gabriel -  (ISBN 2-87151-015-6)
- 7. Échec au Roi[17], Art & B.D., coll. « Harry Dickson », Bruxelles, janvier 2002
Scénario : Christian Vanderhaege - Dessin : Pascal J. Zanon - Couleurs : Françoise Gabriel -  (ISBN 2-87151-019-9)
- 8. Le Temple de fer, Art & B.D., coll. « Harry Dickson », Bruxelles, octobre 2004
Scénario : Christian Vanderhaege - Dessin : Pascal J. Zanon - Couleurs : Françoise Gabriel -  (ISBN 2-87151-099-7)[18]
- 9. Les Gardiens du gouffre[19], Art & B.D., coll. « Harry Dickson », Bruxelles, 28 août 2014
Scénario : Christian Vanderhaege - Dessin : Pascal J. Zanon et Philippe Chapelle - Couleurs : Vittorio Leonardo -  (ISBN 978-2-87151-097-0)
- 10. Les Gardiens du diable[8], Art & B.D., coll. « Harry Dickson », Bruxelles, 24 avril 2015
Scénario : Christian Vanderhaege - Dessin : Philippe Chapelle - Couleurs : Vittorio Leonardo -  (ISBN 978-2-87151-093-2)
- 11. Le Messager des dieux et le vol de l'Agneau mystique[4],[20], Art & B.D., 2016
Scénario : Christian Vanderhaeghe - Dessin : Renaud - Couleurs : Studio Leonardo -  (ISBN 978-2-87151-100-7)
- 12. La Chambre rouge[10], Art & B.D., Bruxelles, 2017
Scénario : Christian Vanderhaeghe - Dessin : Renaud - Couleurs : Studio Leonardo -  (ISBN 978-2-87151-090-1)
- 13. L'Or de Malacca[9], Art & B.D., 25 mai 2018
Scénario : Christian Vanderhaeghe - Dessin : Renaud - Couleurs : Studio Leonardo -  (ISBN 978-2-87151-091-8)

### Bande dessinée publicitaire
- Way of road by Jean Verheyen [11], Jean Verheyen - Ligne Claire, 2006
Scénario : Christian Vanderhaeghe - Dessin : Bruno Di Sano - Couleurs : Jean-Louis Dress -  (ISBN 2-87115-012-5)